# Szamosontúli telep
Szamosontúli telep (románul: Poderei) település Romániában, Erdélyben Beszterce-Naszód megyében.

## Fekvése
Kisrebra mellett fekvő település.

## Története
Szamosontúli telep korábban Kisrebra  része volt. 1956-ban vált külön településsé 327 lakossal.
1966-ban 364, 1977-ben 289, 1992-ben 354, a 2002-es népszámláláskor pedig 313 román lakosa volt.